# Niayène
Niayène ou Niayene est une localité du Sénégal, située à environ 50 km de Kaolack.

## Géographie
Les localités les plus proches sont Drame Dimbou, Ngayene, Tille Garan, Naolerou, Ker Modi Teddy, Ker Pate Kore, Nghato Norr, Maidi et Njohnen.